# Moussy-le-Neuf
 Moussy-le-Neuf  es una población y comuna francesa, en la región de Isla de Francia, departamento de Sena y Marne, en el distrito de Meaux y cantón de Dammartin-en-Goële.

## Demografía
| 519 | 586 | 1725 | 1740 | 2218 | 2387 |
| Para los censos de 1962 a 1999 la población legal corresponde a la población sin duplicidades (Fuente: INSEE [Consultar]) |     |      |      |      |      |